# Jurij Nikolaevič Rerich
Jurij Nikolaevič Rerich (in russo Юрий Николаевич Рерих?; Okulovka, 16 agosto 1902 – Mosca, 21 maggio 1960) è stato un orientalista, linguista ed etnografo russo e sovietico.
In alcune fonti lo si trova come Rërich (Рёрих) o Roerich.

## Biografia
Figlio dell'antropologo Nikolaj Rerich, studiò a San Pietroburgo dal 1914 al 1917. All'età di 15 anni aveva già iniziato a studiare egittologia con Boris Turaev e storia e lingua mongola con Andrei Dmitryevich Rudnyev. Dopo avere terminato gli studi alla Karl May School, visse poi in Finlandia con i genitori fino al 1919; successivamente studiò lingue orientali all'Università di Londra e conseguì la laurea in filologia indiana ad Harvard. A Cambridge partecipò poi ad un circolo per lo studio dell'Agni yoga, una disciplina esoterica legata a pratiche occulte.
Nel 1922-1923 lavorò presso i dipartimenti centro-asiatico, indicato e mongolo-tibetano dell'Università di Parigi, mentre tra il 1924 e il 1925 condusse un lavoro di ricerca in India, nel Sikkim e nel Kashmir e studiò la lingua tibetana e il sanscrito. Nei tre anni successivi prese parte alla spedizione in Asia centrale guidata dal padre, a seguito della quale scrisse numerose opere con resoconti di viaggio e trattati di linguistica e arte.
Dal 1930 al 1942 diresse l'Istituto di ricerche himalaiane Urusvati a Naggar. In questo periodo partecipò ad altre spedizioni nel Tibet occidentale, in Giappone, Manciuria, Mongolia, Cina. Dal 1949 tenne corsi di lingua cinese e tibetana a Kalimpong; fu inoltre membro della Società asiatica di Londra e di quella del Bengala.
Nel 1957 fece ritorno in Unione Sovietica ed entrò a far parte dell'Istituto di orientalistica dell'Accademia delle Scienze dell'URSS come collaboratore del settore di storia e filosofia del dipartimento su India e Pakistan; nel 1958 fu insignito dal Consiglio dell'Istituto del titolo di Dottore delle Scienze (in russo Доктор наук?, Doktor nauk) sulla base dei lavori pubblicati. Nel corso di quell'anno fu inserito all'interno del Consiglio dell'Istituto e di quelli della sezione filologica e dell'Istituto di sinologia. 
A questo importante tibetologo russo dobbiamo una delle prime traduzioni integrali in lingua occidentale di un'opera tibetana: Gli Annali Blu (Blue Annals; in tibetano: དེབ་ཐེར་སྔོན་པོ, deb ther sngon po). Questo lavoro di Roerich fu pubblicato in lingua inglese dalla Royal Asiatic Society of Bengal  tra il 1949 e il 1953. Alla traduzione collaborò l'erudito tibetano Dge ’dun chos ’phel. (དགེ་འདུན་ཆོས་འཕེལ, Gendun Chopel, 1903–1951).
Roerich morì per un attacco di cuore nel 1960 e fu sepolto presso il Cimitero di Novodevičij.